# Alpin skidåkning vid olympiska vinterspelen 1956

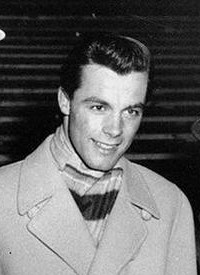
Toni Sailer från Österrike dominerade herrarnas alpina skidåkning.

Vid olympiska vinterspelen 1956 i Cortina d'Ampezzo, Italien, tävlades det i sex olika alpina grenar. Tävlingarna hölls mellan fredagen den 27 januari och fredagen den 3 januari, 1956
De alpina grenarna i Olympiska spelen var samtidigt FIS:s Världsmästerskapen i alpin skidsport. VM hade dock ett tillägg av grenen alpin kombination som ej fanns med på det olympiska programmet.
Toni Sailer, Österrike, vann samtliga guld på herrsidan, han blev den första alpina skidåkaren har vunnit tre guld i olympiskt spel. Bragden har blivit upprepad en gång, Jean-Claude Killy under olympiska vinterspelen 1968.  

## Medaljtabell
| Pl.    | Nation                 | Guld | Silver | Brons | Totalt |
| ------ | ---------------------- | ---- | ------ | ----- | ------ |
| 1      | Österrike              | 3    | 3      | 3     | 9      |
| 2      | Schweiz                | 2    | 2      | 0     | 4      |
| 3      | Tysklands förenade lag | 1    | 0      | 0     | 1      |
| 4      | Japan                  | 0    | 1      | 0     | 1      |
| 5      | Sovjetunionen          | 0    | 0      | 1     | 1      |
| 5      | Sverige                | 0    | 0      | 1     | 1      |
| 5      | Kanada                 | 0    | 0      | 1     | 1      |
|        |                        |      |        |       |        |
| Totalt | Totalt                 | 6    | 6      | 6     | 18     |

## Resultat

### Herrar
| Gren                   | Guld                  | Silver                    | Brons                     |
| Störtlopp Detaljer...  | Toni Sailer Österrike | Raymond Fellay Schweiz    | Anderl Molterer Österrike |
| Storslalom Detaljer... | Toni Sailer Österrike | Anderl Molterer Österrike | Walter Schuster Österrike |
| Slalom Detaljer...     | Toni Sailer Österrike | Chiharu Igaya Japan       | Stig Sollander Sverige    |

### Damer
| Gren                   | Guld                                 | Silver                  | Brons                            |
| Störtlopp Detaljer...  | Madeleine Berthod Schweiz            | Frieda Dänzer Schweiz   | Lucille Wheeler Kanada           |
| Storslalom Detaljer... | Ossi Reichert Tysklands förenade lag | Putzi Frandl Österrike  | Thea Hochleitner Österrike       |
| Slalom Detaljer...     | Renée Colliard Schweiz               | Regina Schöpf Österrike | Jevgenija Sidorova Sovjetunionen |

## Medaljer

### Herrar
| Gren       | Guld              | Silver                | Brons                 |
| Störtlopp  | Toni Sailer (AUT) | Raymond Fellay (SUI)  | Anderl Molterer (AUT) |
| Storslalom | Toni Sailer (AUT) | Anderl Molterer (AUT) | Walter Schuster (AUT) |
| Slalom     | Toni Sailer (AUT) | Chiharu Igaya (JPN)   | Stig Sollander (SWE)  |

### Damer
| Gren       | Guld                    | Silver              | Brons                    |
| Störtlopp  | Madeleine Berthod (SUI) | Frieda Dänzer (SUI) | Lucille Wheeler (CAN)    |
| Storslalom | Ossi Reichert (EUA)     | Putzi Frandl (AUT)  | Thea Hochleitner (AUT)   |
| Slalom     | Renée Colliard (SUI)    | Regina Schöpf (AUT) | Jevgenija Sidorova (URS) |